# 안마 다카요시
안마 다카요시(일본어: 安間 貴義, 1969년 5월 23일 ~ )는 일본의 전 축구 선수, 감독이다.

## 구단 경력
1992년 재팬 풋볼 리그의 혼다 기연에 입단하였다. 2001년후 현역 은퇴.

## 지도자 경력
은퇴 후에는 2002년부터 2004년까지 혼다 FC에서 감독을 맡았다. 2005년부터 2007년까지 방포레 고후의 코치을 맡으며 2008년 방포레 고후의 감독으로 취임하였다. 2010년부터 2014년까지 카탈레 도야마에서 감독을 맡았다.